# Schuldienerwohnhaus (Julius-Reiber-Straße 3)
Das Schuldienerwohnhaus in der Julius-Reiber-Straße 3 ist ein Bauwerk in Darmstadt.

## Geschichte und Beschreibung
Das Schuldienerwohnhaus wurde im Jahre 1911 erbaut.
Stilistisch gehört das Wohnhaus zum Spätklassizismus.
Das freistehende, giebelständige Gebäude ist ein einfach gestalteter Baukörper.
Ein flacher zweiachsiger Risalit mit einem Dreiecksgiebel betont die Mitte.
Die Gebäudekanten werden von gebänderten Ecklisenen gefasst.
Der Originalkratzputz – wie am Schulhauptgebäude – ist erhalten geblieben.
Auf der Hofseite befindet sich ein leicht vorspringender Treppenturm mit einem Glockendach.

## Denkmalschutz
Weitgehend unverändert ist das äußere Erscheinungsbild des Schuldienerwohnhauses.
Das Gebäude ist ein typisches Beispiel für den spätklassizistischen Baustil in Darmstadt.
Aus architektonischen und stadtgeschichtlichen Gründen steht das Bauwerk unter Denkmalschutz.